# Бейчень (Ботошань)
Бейчень, Бейчені (рум. Băiceni) — село у повіті Ботошані в Румунії. Входить до складу комуни Куртешть.
Село розташоване на відстані 364 км на північ від Бухареста, 5 км на південь від Ботошань, 92 км на північний захід від Ясс.

## Населення
За даними перепису населення 2002 року у селі проживали 909 осіб, усі — румуни. Усі жителі села рідною мовою назвали румунську.